# Jupp Derwall
Jupp Derwall (eredeti nevén Josef Derwall) (Würselen, 1927. március 10. – St. Ingbert, 2007. június 26.) német labdarúgó, labdarúgóedző.

## Játékosként
Játékosként szerepelt a BV Cloppenburg (1949), Rhenania Würselen, Alemannia Aachen és a Fortuna Düsseldorf csapataiban. Az Aachen csapatával 1953-ban megnyerte a DFB-kupát, amit aztán a Rot-Weiß Essen csapata ellen 1:2-re elvesztettek. 1954-ben részt vett két Tartományi bajnokságon, miután csapatával megnyerte az 1954-es világbajnokságot.

## Edzőkarrierje
Halála napjáig újságíróként dolgozott a „kicker“ számára. 2007. június 26-án hunyt el, 80 éves korában, rövid, súlyos betegség után.

## Tartományi játékok
- Kétszer játékosként a Fortuna Düsseldorf csapatában
- 67 Tartományi játékban mint szövetségi kapitány: 45 győzelem, 11 döntetlen, 11 vereség

## Kitüntetések
- Díszdoktorátus az Ankarai Egyetemen
- Szövetségi Érdemkereszt I. fokozat
- A Német Futballszövetség Arany Kitüntetése

## Külső hivatkozások
- Gyászhirdetése
- Részvétkönyve: http://www.gyaszhir.hu/book.php?id=14728